# Neckarweg
Der Neckarweg ist ein 445 Kilometer langer Fernwanderweg des Schwäbischen Albvereins und des Odenwaldklubs, der an den Lauf des Neckars angelehnt ist und vom Ursprung im Schwenninger Moos bei Villingen-Schwenningen bis zur Mündung in Mannheim verläuft. Das Teilstück zwischen Bad Wimpfen und Heidelberg entspricht dem Neckarsteig.

## Sehenswürdigkeiten
Um das Kerngebiet des Schwenninger Mooses führt ein erster Wanderweg durch Fichten- und Birkenwald, von dem aus man teilweise auf die freie Moorfläche sehen kann. So kann man die Wanderung beginnen. Über einen kurzen Steg sieht man die sich regenerierende Vegetation des Moors und die Quelle des Neckars aus der Nähe. 
Der eigentliche Neckarweg führt dann von der Quelle des Flusses entlang der historischen Städte Schwenningen, Rottweil, Horb, Rottenburg und Tübingen mit ihren Sehenswürdigkeiten. Weitere interessante Städte wie Bad Wimpfen, Heidelberg und Mannheim liegen am zweiten Teilstück.
Viele Burgen, Schlösser und  Ruinen entlang des Weges lassen auf die geschichtsträchtige Vergangenheit der Flussregion schließen.

## Qualitätsweg Wanderbares Deutschland
Der Neckarsteig ist als Mehrtages- oder Tagestour begehbar. Er wurde nach den Kriterien des Deutschen Wanderverbands als „Qualitätsweg Wanderbares Deutschland“ zertifiziert und bietet damit Mindeststandards.

## Anschlüsse
- Georg-Fahrbach-Weg
- Main-Neckar-Rhein-Weg
- Martinusweg
- Schlichemwanderweg
- Schwarzwald-Querweg Rottweil–Lahr
- Schwarzwald-Schwäbische-Alb-Allgäu-Weg
- Stromberg-Schwäbischer-Wald-Weg
- Weinwanderweg Obertürkheim – Uhlbach – Rotenberg – Untertürkheim
- Württembergischer Wein-Wanderweg